# 田村裕
田村 裕（たむら ひろし、1979年（昭和54年）9月3日 - ）は、日本のお笑いタレント、作家。お笑いコンビ・麒麟のツッコミ担当。相方は川島明。大阪府吹田市出身。吉本興業所属。身長180 cm、体重70 kg。既婚。

## 経歴
- 1979年（昭和54年）9月3日、大阪府吹田市にて誕生。中学2年時に実家が差し押さえられ、近所の公園で一人寝泊まりしていた（詳細は貧乏エピソードを参照）。
- 1997年10月、NSC大阪校へ20期生として高校在学中に入学。同じ高校で野球部の1学年上の卒業生が同じくNSCへ行くことを知り、お互いの相方が見つかるまで組む運びになった。当時のコンビ名は「楽楽笑（ラクラクショー）」で、相方がボケ志望だったことでネタ作りはその相方が担っていたものの3回目の授業時にネタが書けなくなってしまい解散。田村はそこから相方探しをすることになり[4]、後に知り合った同期の川島明と「麒麟」を結成。当初はほとんどコントを演じていたが、徐々に漫才中心のスタイルへと辿り着く。2001年（平成13年）に開催された第1回M-1グランプリに無名のダークホースとして決勝進出をきっかけに、知名度を飛躍的に上げることとなる。
- 2006年（平成18年）頃から、自身の学生時代による「貧乏エピソード」を『笑いの金メダル』（テレビ朝日）や『人志松本のすべらない話』（フジテレビ）など様々な番組で話すようになり、その悲惨すぎる生い立ちが世間から注目されるようになる。その後、田村が『人志松本のすべらない話』出演の際に語っていた「貧乏エピソード」で爆笑を獲っていたのをワニブックスの編集部が目を付け、田村に本の執筆を依頼した（これが『ホームレス中学生』出版の契機）。
- 2007年（平成19年）、自身の幼少時代から相方との出会いまでを記した自伝『ホームレス中学生』を発表。本著は200万部以上を売り上げ、爆発的な人気を獲得し多数のメディアミックス化（映画・テレビドラマ・漫画・絵本など）などと一世を風靡した。なお、印税（約2億円）は既に使い果たしている[5]。
  - 発売から3年後の2010年（平成22年）には、田村の実兄が『ホームレス大学生』を発表している。
  - 『ホームレス中学生』ブームが絶頂の頃、大阪の繁華街を歩いているとホームレスから「サインをくれ!」と段ボールを差し出されたことがある。
  - しかし、『ホームレス中学生』ブームが過ぎ去って以降は露出が激減しており、2014年以降は相方がピンでの露出が多くなっている。また、東京の番組にも相方がピンで出演する機会が増えている。その頃から自身はバスケットボールに活動の主軸を移す（後述）。
- 2009年（平成21年）より、『探偵!ナイトスクープ』（朝日放送テレビ）の探偵局員としてレギュラー出演中。
- 2011年（平成23年）7月7日、23歳の一般人女性と結婚。2014年（平成26年）8月2日には長女が誕生[6]、17年1月に第2子次女が誕生。

## 人物
- 極度の人見知りで根暗とされていた川島とは対照的に、社交的かつ明るい性分。コンビを結成したきっかけも、NSCで人見知りのため誰ともコンビが組めずピンで活動していた川島のネタを見て気に入った田村が結成を持ちかけたのが発端である[7]。
  - 正義感が強い一面もある。例として、過去に『百万馬力』（朝日放送テレビ）内で放送されていた番組「ナイチンゲーラー」で行われたバスジャックドッキリでは、突如襲い掛かってきたバスジャック犯へ対して真っ先に応戦しようとしていた。更に人質に取られて以降も犯人たちと積極的に交渉し、己を犠牲にしてまで他の乗客たちを助けようとする姿が垣間見られた。その姿をモニタリングしていた川島や芸人仲間たちは、ネタバラシ後にとても感心した様子だった。
  - コヴァンサン（ザ・プラン9）は『爆笑オンエアバトル』（NHK総合）の収録として北海道北見市へ来た際、交通費を差し引くと当時の所持金が400円しかなかったため楽屋へ入ってたまたま近くにいた田村に、自身が持っていた「スター・ウォーズの5枚組DVD」を買ってくれないかとお願いしたところ田村もその時はあまり所持金が無かったにも拘らず、「小林さんが困ってるのなら」と快諾してくれたという。その際にコヴァンサンは田村の状況を察して一度は断ったものの、田村は「いいですよ、頑張って売れましょう。困ってる時は、助け合いましょ」と励ましてくれたため半泣きになったとのこと。コヴァンサンは自身のブログ内で当時を振り返り、「当時、自分自身もお金無いのに、お金に困ってる人間にお金を出す心の持ち主だからこそきっと田村さんは成功したんだと思いました」「頑張っていつか仕事場で北見のお礼を田村さんに言えるようになれたいいなと思います」と綴っている[8]。
- 肌が若干茶色く、ネタ中に川島からイジられることが多い。また、度々茶色いもの（うんこ(『道端に落ちているカピカピの犬のうんこ』と言われることもある)、かりんとう、みたらし団子、つくね、ごぼう、秋刀魚の苦い部分、玄米、コルクボード、カブトムシの裏側、鉛筆で書いた後の手、三層目の土、オーストリッチの皮の質感、ええ家のフローリング、膨らむ途中のバスケットボール、揚げすぎた唐揚げ、換気扇の油汚れ、ルイ・ヴィトン、銅メダル、終わりかけの紅葉など）に例えられている。
- 川島が端正な顔立ちで所謂「男前」と呼ばれる反面、田村は上記の肌の件に加えて「不細工」扱いされることも多い。実際、過去に行われていた「よしもと男前ブサイクランキング」の「ブサイクランキング」では一時期上位にランクインしていた[注 1]。
- 美声の持ち主で声帯模写なども得意とする器用な川島とは逆に、声があまり通らず滑舌も悪い（漫才中に噛んでしまうのも少なくない）。しかしネタやライブでのアドリブに強い一面もあり、例としてM-1グランプリ2004・2006年大会決勝ではアドリブで川島を鼓舞し、会場を大いに沸かせたことがある。
- ネタ作りは主に川島が請け負っているが、過去に放送された『笑激!!よしもとライブ』（KBS京都）内で一度のみ、田村がネタを手がけた台本で漫才を披露したことがある。だがネタとしてはあまりにお粗末で観客の反応も今一つだったため、終了後に川島からマジ説教を受けた（最終的には「（ネタ作りは）やめてね。今日は今日でお供養という形で」と切り捨てられ、事実上今後のネタ作り禁止を言い渡されていた）[9]。
- 漫画愛好家で、『週刊少年ジャンプ』や『週刊少年マガジン』などの漫画雑誌を毎週7〜8冊読んでいる[10]。
- あばれる君がトイレ掃除をやって仕事が増えたという話を聞き、トイレ掃除を始めたところ仕事が増え収入も安定してきた。
- 実兄は現在小岩にてたこ焼き店を経営している。本格的なたこ焼きで味も美味しく、地域密着型の良心的な店で実兄だと紹介される前からメディアで取り上げられていた。テイクアウトもイートインも可能。

## 貧乏エピソード
- 貧乏になったきっかけは実父のリストラ。かつて父は大手製薬会社で管理職を務めており、途中までは裕福な家庭で育った。しかし、小学校5年生の時に最愛の実母を直腸癌で亡くし、後に父も母と同じく直腸癌になってしまう。父は発見が早かったことで手術は成功し一命を取り留めるものの、運悪く勤めていた会社を入院中に解雇され全財産を失った。そのため実家が突然貧乏となり中学2年時に家が差し押さえられ、家族とは生き別れた。その後は近くの公園に住みつき、飢えを凌ぐため雑草やダンボールを食べていた。ただし、当時近くのアパートに住んでいたという後輩の後藤淳平（ジャルジャル）はそんな中学生なんて見たことが無いと証言している[11]。
  - 父とは解散（一家離散）後、全く連絡を取っておらず長きに亘って消息不明の状態が続いていた。しかし、2007年9月25日放送の『FBI超能力捜査官』（日本テレビ）内でアメリカの超能力者として知られているジョゼフ・マクモニーグルによって父が発見され、田村と田村の実兄・実姉は無事再会できた。
  - 2017年11月23日放送の『じっくり聞いタロウ〜スター近況（秘）報告〜』（テレビ東京）へ田村がゲスト出演した際、2015年に父が他界していたことを告白した。その同時期には川島の結婚が決まったりなどと、当時に父の死を明かすのは憚られたという。田村は番組内で「浮き沈みが激しかったけど、最後は幸せやったと思います」「長生きしてほしかった」などと語っていた[12]。
- 2006年12月29日放送の『人志松本のすべらない話』にて披露した自身の貧乏エピソードの1つ「白いご飯」は番組内で好評を博し、同回のMVPを受賞した。また、MCの松本人志（ダウンタウン）からは「壮絶すぎる」と絶賛された。
- 2008年10月から12月にかけて放送されたテレビドラマ『セレブと貧乏太郎』では、上地雄輔演じる佐藤太郎の幼馴染・坂本丈二を演じていたが、その役柄が高校進学時に両親が蒸発する（いなくなってしまう）という、田村自身の少年時代の生い立ちを彷彿とさせるものだった。また、同ドラマでは『ホームレス中学生（テレビドラマ版）』で主演の田村を演じた黒木辰哉も田村演じる丈二の弟・和樹役で出演しており、兄弟役として共演を果たしている。

## バスケットボールに関するエピソード
- 学生時代はバスケットボール部に所属（本人曰く『SLAM DUNK』が流行る前からバスケをやっていた）し、「週8でバスケ」と公言するほど現在でもかなりのバスケオタク[13]。また、プロチームのトライアウトを受けた経験がある[14]など実力も確か（このため川島とは対照的に運動神経が良い）。更に『SLAM DUNK』の愛読者で、NBAの知識も豊富のため芸人・芸能界を代表するバスケ通とも言える[15]。
  - 学生時代にバスケ部のマネージャーと付き合っていたが、その彼女が女の子同士でも手を繋ぐタイプだったため別れた。
  - 「ホームレス中学生」ブームが収束して以降は芸人の仕事は減ったが、バスケ教室プロデュースや指導、開幕前のB LEAGUE応援など現在はバスケに活動の重きを置きつつある（吉本の社会人バスケットチーム「チームよしもと」にも所属している）[15]。更に2014年からは大西ライオン・岡田優介らと共に3x3.PREMIER.EXE所属の3x3（3人制バスケ）チーム『TOKYO DIME』の共同オーナーを務めている[15][16]。
- 上記の通りバスケへの打ち込みようは相当なもので、川島が「お笑いをやらずにいつもバスケをしている田村」とネタにする程。バスケ仲間は井上裕介（NON STYLE）、隅田美保（元アジアン）の他にも横山裕（SUPER EIGHT）、浅利陽介などがおりバスケの後には飲み会を開いたりなどしている[15]。
- バスケットボールのイベント出演を頻繁にこなすほか、関西を中心にバスケットボール教室をプロデュースしている[17]。

## 天然エピソード
貧乏キャラ・バスケ好きの他、重度の天然としても知られている（川島曰く「ちょっと引いてしまうほど笑えない天然」）。以下のエピソードがその例。
- タクシーにコンビで乗って浅草花月に向かった際、料金の3000円を割り勘で払うことになったが田村はなぜか1000円しか出さなかった。降車後に川島がその件を追及すると田村は「え? 3人やねんから割り勘したら1人1000円やんか」と述べ、タクシードライバーの分まで一緒に計算していた[18]。
- コンビを組んで間もない時、川島からのイタズラ電話をすっかり信じ込んでしまい（その内容は警察からの電話で「近隣の住民から『田村の顔が気持ち悪い』と苦情が寄せられているので3か月以内に引っ越すか、もしくは逮捕しなければならない」というかなり無茶苦茶なもの）、その結果自首を選択して後に引けなくなった川島も「逮捕するから夕方4時に淀屋橋駅前に来て」と言ってしまう。約束の時間に川島が淀屋橋駅前へ向かうと、田村は逮捕されるのを覚悟して身内（実姉）を連れながら待っていた。それを見た川島は慌ててネタバラシしつつ正直に謝罪するも、それを受けて田村は「俺も川島に謝らなあかんことがあんねん」と切り出して「俺逮捕されるねん」と話し、ネタバラシされた後でも事態を飲み込めていなかった[19]。
- 銀河鉄道999の「999」の部分を「スリーナイン」ではなく、「きゅうじゅうきゅうじゅうきゅう」と読んでいた[20]。
- 結成2年目の頃、とあるラジオ番組で八代亜紀と共演したが中学時代に極貧生活を強いられていてあまりテレビを見られなかった田村は当時八代のことを知らず、本番前に川島に対して八代がどのような人物なのかを何度も尋ねていた。その後の本番で田村は臆せず八代に対して激しくツッコんでいたため、川島は生放送で「すいません!」としか喋れなかったという[21]。
- 茶色が大好きで、スーツも茶色だった。そのため川島や芸人仲間が「たまには別な色の服も買ったら?」と提案すると「わかった。買ってくる」と翌日、川島が田村に会うと「買ってきた!」と紺色のトレーナーを着ていたが、胸の部分に大きく「brown」と書かれてあり川島には「どんだけ茶色好きやねん」と呆れられていた[22]。
- 出番前、楽屋で暇潰しにコンビニで買ってきたクロスワードパズルの雑誌（月刊誌）を解いていたが、傍で見ていた川島が驚くほどのスピードで解き、あっという間に15分足らずで雑誌の半分をクリアしてしまった。しかし直後に田村は手を止め、解いていったページをゆっくり見直してから最後にじっくり表紙を見て「これ…先月やったやつや」と呟いた[23]。
- 半年前に録画していたテレビドラマを視聴した際、ドラマの後でやっていた天気予報での「日本列島大荒れ」という情報と吹雪の映像を真に受けてしまい「8月にそんなことあんねや」と思って、翌日にふわふわのダウンジャケットを着用しながら汗だくで楽屋に入ってきた[24]。
- 『ウンナン極限ネタバトル! ザ・イロモネア 笑わせたら100万円SP』へ出演（2009年6月11日放送）した際、4thチャレンジのサイレント（その名の通り、このステージでは一切声を出さず審査員から笑いを獲らなければならない）にて残り53秒の場面で川島に対し「どきな」と発してしまう。その結果15秒後に気付いたMCの内村光良（ウッチャンナンチャン）から失格を言い渡され強制終了となり、同番組史上3組目[注 2]の反則行為での失格者となってしまった。
- 『ホームレス中学生』にて巨万の印税を得たため、都内の家賃高めなマンションに住んでいた。その際に「同じマンションに関ジャニ∞の横山くんが住んでいる」と明かしてしまい、横山は一時期「億単位で稼いでいる」と言われており確かに同じマンションには住んでいたが、横山は田村より下の階に住んでおり田村はペントハウスであったため値段はかなり異なっていたらしく、夢を売る商売である横山をフォローするつもりが「横山くんの方がボロい部屋に住んでいる」と言い間違えてしまった。
- ペントハウスに住んでいた際、部屋に扇風機が付いていたため「せっかく付いているのだから使わなければいけない」と思って毎日付けていたため、川島から「シーリングファンを付けているせいで年中風邪をひいている」と明かされた。
- 25万円のベルトを購入したが、金属アレルギーを持っていた。
- 楽屋で出番前に自分が靴を履く際、つま先をトントンとした音を外からノックされたと勘違いし、「は～い!」と振り返った。
- 川島と一緒にタクシーへ乗車中にハイテンションとなり、川島に対して「あのさぁ!」と言うべきところを「タクシー!」と間違えてしまった。
- ルミネtheよしもとでの出番合間で疲労のあまり、2時間だけ寝て午後2時に起きようとしたところぐっすり寝て夜中の2時に起きてしまい、ほとんど人がいない劇場を観て「川島、地球終わった?」と問いかけていた[注 3]。
- 自転車に乗って仕事へ向かうも、駐輪場に停めたまま歩いて帰るのを3回連続で繰り返して「毎回、チャリ盗られんねん」と不思議に思い、駐輪場に向かったところ田村の自転車が3台あった。
- 朝方まで続くラジオ収録に備えて、1本1000円近くする栄養ドリンクを購入し本番で爆笑を獲れたことでドリンクの効能に感心していたが、まずフタが開いていなかった。
- 川島がジャンプとマガジンの表紙を入れ替えるイタズラをやった際、「こち亀ってマガジンでも連載してんのか」となぜか納得した。

## 出演

### テレビ
現在のレギュラー出演
- 探偵!ナイトスクープ（ABCテレビ、2009年6月19日 - ）
- ごきげんライフスタイル よ〜いドン!（関西テレビ、2023年5月9日 - ）- 火曜レギュラー

過去のレギュラー出演
- お元気ですか!市民のみなさん（J:COM吹田、2018年9月1日 - 2022年6月）
- カレー放浪記（TOKYO MX、2017年8月4日 - 2018年6月26日（全24回））- 一条もんこ共演
- カレーの門戸 〜謎の扉、開けちゃいます〜（TOKYO MX、2019年7月7日 - 2020年8月9日（全24回））- 一条もんこ共演
- 趣味どきっ!「パンのある幸せ」（Eテレ、2019年6月6日 - 7月18日）
- 趣味どきっ!「おうちで幸せパン」（Eテレ、2021年10月7日 - 11月）
- 3×3 SOUL（BSよしもと、2022年5月14日 - 10月15日）- MC
- 爆笑100分テレビ!平成ファミリーズ（日本テレビ）- 準レギュラー 節約家族として出演
- スパイスTV どーも☆キニナル!（フジテレビ）- 準レギュラー

特別番組（MCもしくはメインキャスト）
- 麒麟田村とデニス植野の宮古島0円旅!（沖縄テレビ、2018年3月24日）
- 麒麟田村と芸人仲間の歩き方（岡山放送、2018年9月29日）
- ∞無限大アスリート∞〜"100分の1"に会ってきた〜（RKB毎日放送、2021年10月17日）- MC

### ドラマ
- 東京大空襲（日本テレビ、2008年3月17日・3月18日） - 薮下勝 役
- ホームレス中学生（フジテレビ、2008年7月12日） - 老年ホームレス 役
- セレブと貧乏太郎（フジテレビ、2008年10月14日 - 12月23日） - 坂本丈二 役
- さんすう刑事ゼロ 第12話（NHK、2013年10月21日） - 東海林健 役
- 連続テレビ小説 ブギウギ（NHK、2024年） - 小島 役[30]

## 著書
- ホームレス中学生（ワニブックス、2007年8月31日）
- コミックホームレス中学生（ワニブックス、2008年1月17日）
「ホームレス中学生」の漫画版であり、絵は魚乃目三太が担当。第1話・第2話の初出はコミックヨシモトの第6号・第7号[注 4]であり、他6話は単行本化するに当たって追加された書下ろしである。また、巻末には原作者である田村へのインタビューも掲載されている。
- 続コミックホームレス中学生（ワニブックス、2008年4月24日）
小説には記されていないこの漫画のみのエピソードも収録されている。
- 児童書版 ホームレス中学生（ワニブックス、2008年7月24日）
「ホームレス中学生」の絵本（児童書）版であり、絵は山本祐司（絵本作家）が担当。

## ライブ
- 2005年
  - 9月22日 - 「田村・西川のペラペラ うすっぺら〜ほんとはもっとしゃべりたいねん 明日、祝日やしよってって〜」（baseよしもと/大阪）
- 2006年
  - 1月3日 - 「田村・西川のペラペラ うすっぺら〜ほんとはもっとしゃべりたいねん お年玉残っているうちにみにきてや〜」（baseよしもと/大阪）
  - 3月3日 - 「第一回田村裕」（baseよしもと/大阪）
  - 5月5日 - 「第二回田村裕」（baseよしもと/大阪）
- 2023年
  - 8月11日 - 「レア過ぎLIVE 最初で最後!?田村のピンネタライブ」（道頓堀ZAZA HOUSE/大阪）